# 샹보르성

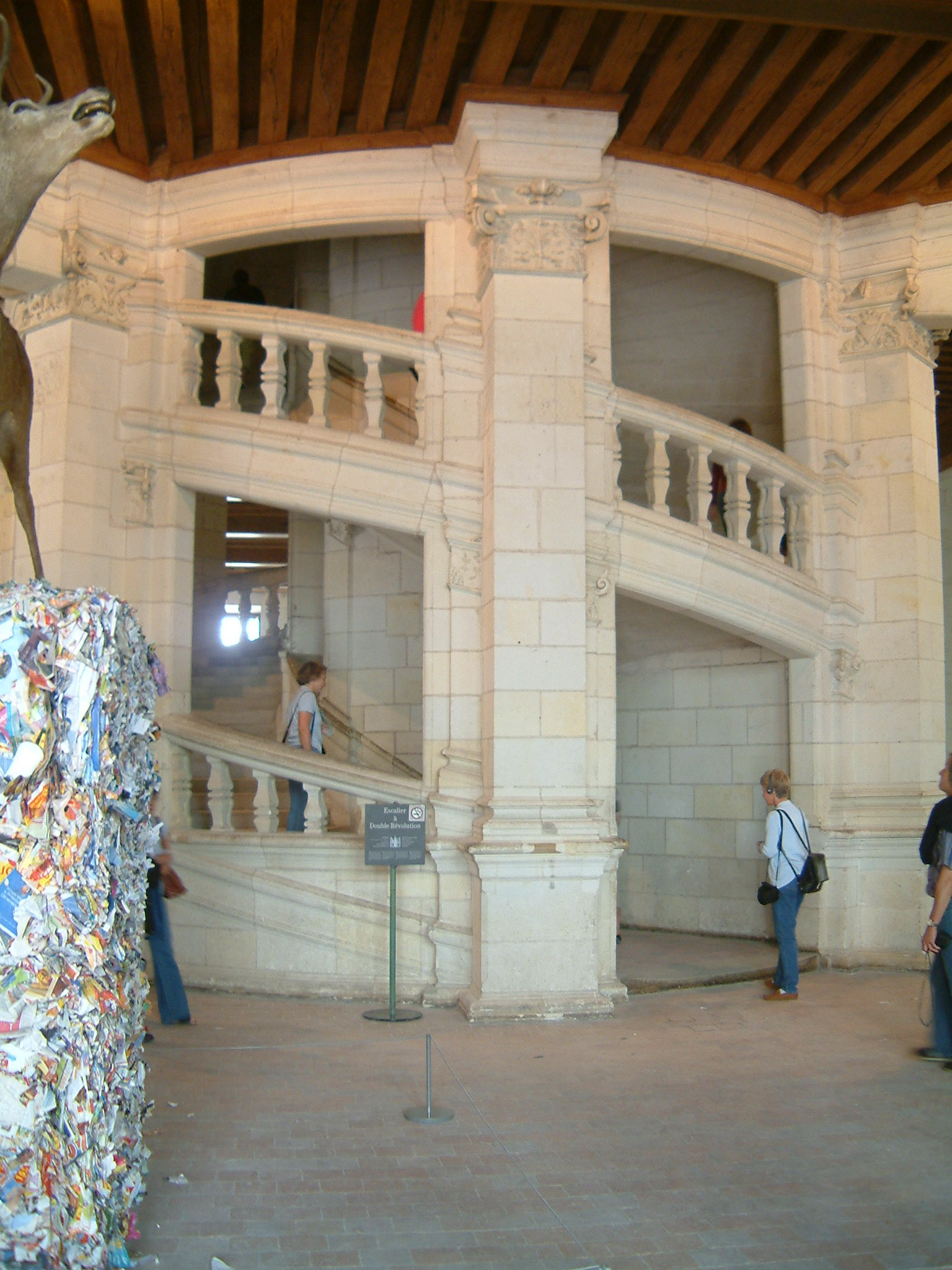
The double-helix staircase.

샹보르성(프랑스어: Château de Chambord)은 프랑스 루아르에셰르주 샹보르에 있는 왕립 궁전으로, 세계에서 가장 널리 알려진 궁전 중의 하나이다. 이 궁은 매우 뚜렷한 프랑스 르네상스 건축물로 전통적인 프랑스 중세 양식과 고전적인 이탈리아 건축물과의 혼합물이다. 1519년에 건설을 시작하여, 1658년에 완공되었다.
샹보르성은 프랑수아 1세를 위한 사냥 숙소의 기능을 위해 세워졌으며, 그는 블루아 성과 앙부아즈 성에 주거하였다. 이 궁전은 원래 도메니코 다 코르토나에 의해 디자인되었으나, 이 성의 초기 건축 기간인 20년간 동안 (1519‑1547) 상당한 부분이 수정되었다. 레오나르도 다빈치는 앙부아즈 근처 클로 루세 성의 프랑수아 1세의 손님으로 오리지널 디자인에 참여하였을 것이라고 여겨진다. 거의 경쟁적으로 프랑수아 1세는 그의 오랜 적인 신성 로마 제국의 황제인 카를 5세를 초대하면서, 그의 부와 권력의 거대한 상징을 과시하였다.

## 샹보르 성
샹보르 성은 상트르-발 드 루아르 레지옹의 루아르-에-셰르 데파르트망에 있는 상보르 코뮌에 위치한 프랑스의 성이다.
유럽에서 가장 큰 삼림 정원(약 50 km2로 32 km 길이의 벽으로 둘러싸인)의 중심에 지어진 이 성은 루아르 성들 가운데서 가장 큰 규모이다. 샹보르 성은 사냥터와 매력있는 공원으로 역사 기념물로 지정되어 수혜를 누리고 있다. 샹보르 성은 처음 지어진 모습 그대로 남아있는 유일한 왕실의 재산이다.
이 장소는 처음에는 봉건 영지로 블루아 백작들의 성으로 사용되었다. 이 성의 기원은 1519년부터 성 건설을 감독한 16세기 프랑스 왕 프랑수아 1세 치세로 거슬러 올라간다.
샹보르 성과 주변 영지는 여러 기관의 영예를 받았다. 1981년에는 유네스코 세계 유산으로 지정되었으며, 2000년에는 쉴리쉬르루아르와 샬론쉬르루아르 사이. 발 드 루아르 자연 구역으로 지정 또한 2006년에는 레소 나튀라 2000으로 지정되었다.
성곽과 모퉁이의 거대한 탑들과 더불어, 견고한 중세의 성들을 모델로 하여 구상된 샹보르 성은 확실하게도 고딕 양식(윗 부분의 굴뚝들과 작은 탑들의 장식이 하늘을 찌를 것 같은 것이 특징)의 영향을 받았으나, 전반적으로는 이 성을 르네상스 건축의 걸작으로 만드는 매우 특징적인 모습을 갖고있다. 이 성의 정면은 156 m, 높이 56 m, 큰 탑 높이 44 m이며 426개의 방, 77개의 계단, 282개의 굴뚝과 조각으로 장식된 800개의 기둥 머리를 볼 수 있다.

## 갤러리

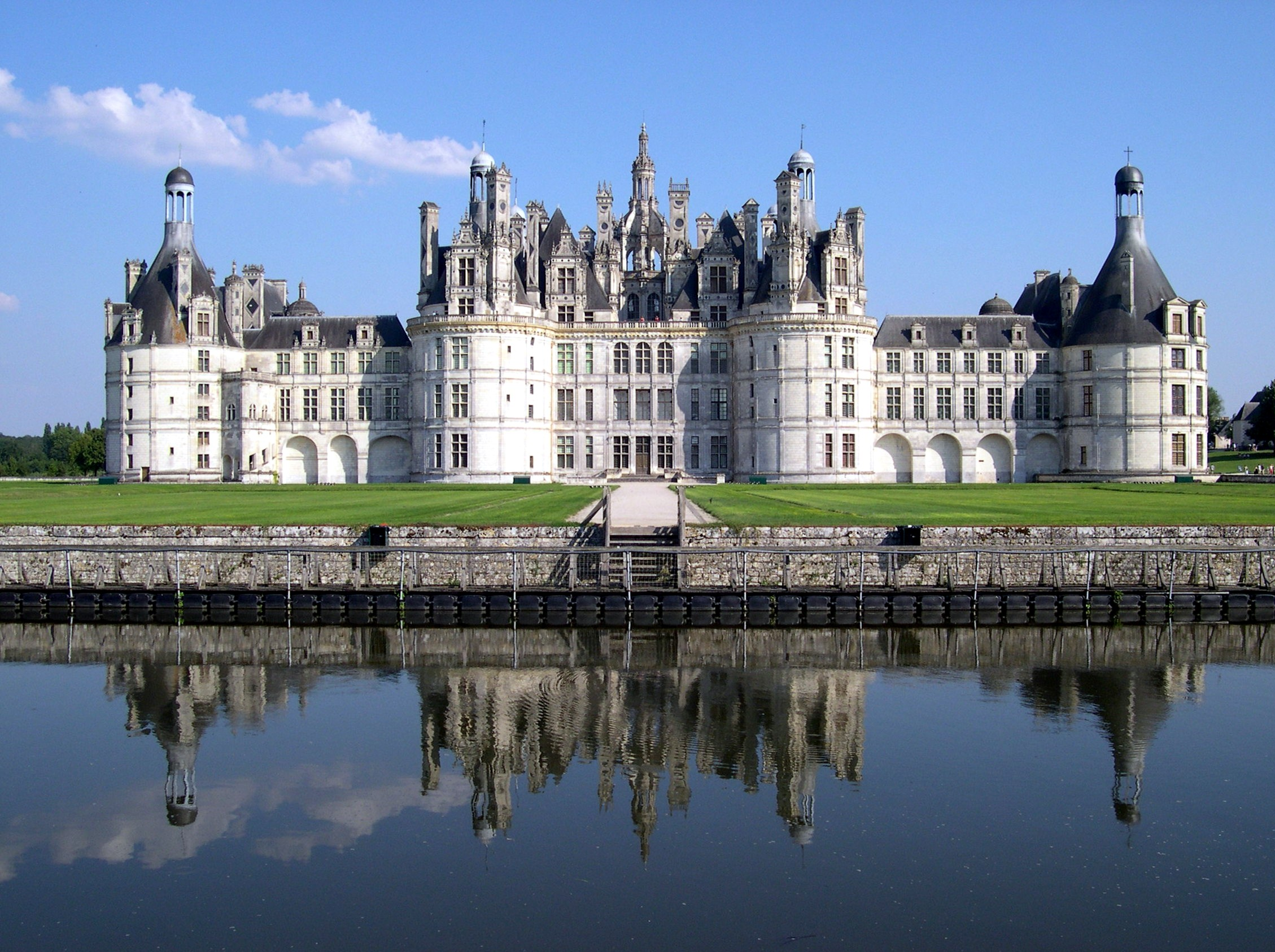
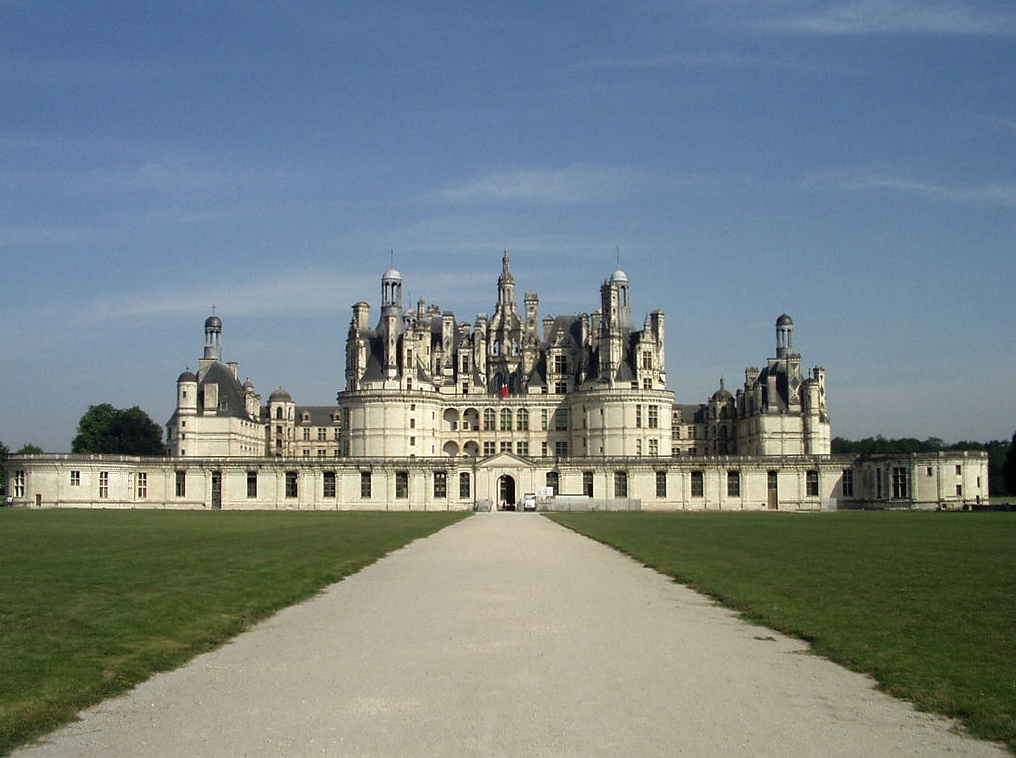
궁 뒤쪽의 모습
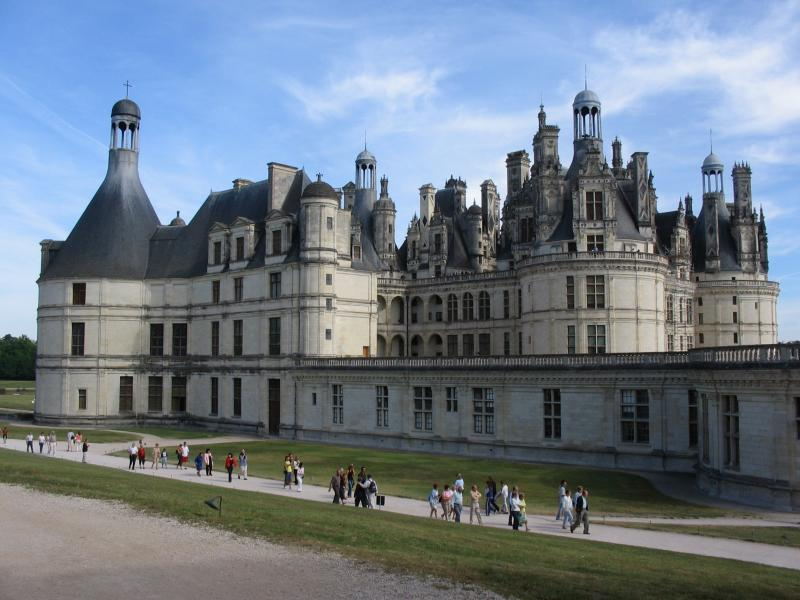
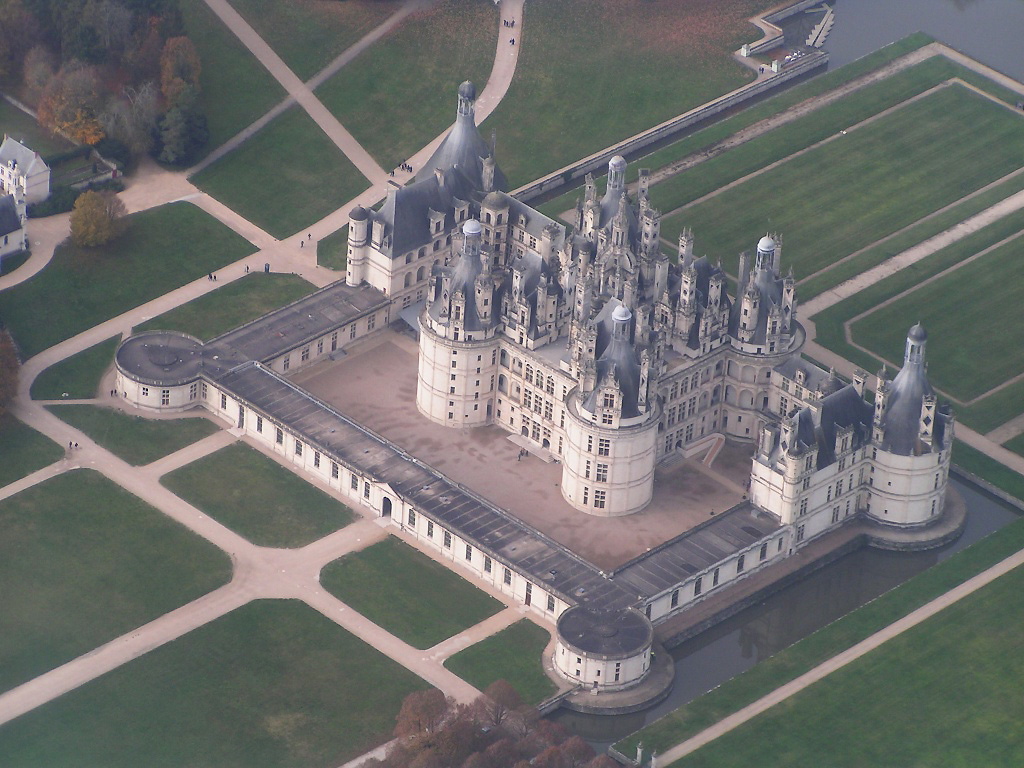
하늘에서 바라본 샹보르궁의 모습